# Copa Continental de la IAAF
La Copa Continental de la IAAF (IAAF Continental Cup), fue una competición internacional de atletismo que sustituyó en 2010 a la Copa del Mundo de Atletismo.
Fue la única competición atlética disputada por equipos que representaban a continentes. El evento tenía lugar cada cuatro años.
El formato de competición cambió respecto a la Copa del Mundo de Atletismo, a la cual sustituyó, participando únicamente cuatro equipos, representando a continentes, siendo eliminada la participación de naciones como ocurría en la Copa del Mundo. Los equipos participantes eran: África, América, Asia/Pacífico y Europa.
En cada prueba participaban dos atletas por equipo. Otra diferencia respecto a la Copa del Mundo, era que, mientras en esta existía una clasificación general final por separado para hombres y otra para mujeres, en esta nueva competición, sólo existía una única clasificación general donde se incluían los resultados masculinos y femeninos.
La copa continental fue cancelada por decisión del consejo de World Athletics —nueva denominación de la IAAF desde septiembre de 2019— el día 12 de marzo de 2020.

## Ediciones
| Año  | Sede                       | Campeón  | Segundo  | Tercero       | Cuarto        |
| ---- | -------------------------- | -------- | -------- | ------------- | ------------- |
| 2010 | Split ( Croacia)           | Américas | Europa   | África        | Asia/Pacífico |
| 2014 | Marrakech ( Marruecos)     | Europa   | Américas | África        | Asia/Pacífico |
| 2018 | Ostrava ( República Checa) | Américas | Europa   | Asia/Pacífico | África        |